# River Feale
Der River Feale (irisch: An Fhéil oder Abhainn na Féile) ist ein Fluss in Irland.
Er entspringt in der Nähe von Rockchapel in den Mullaghareirk Mountains in der Grafschaft Cork im Südwesten Irlands und fließt in nordwestlicher Richtung durch Abbeyfeale in der Grafschaft Limerick und Listowel in der Grafschaft Kerry, bevor er schließlich bei Ballyduff in der Cashen Bay (Cuan Chaisín) ins Ästuar des Shannon mündet.

## Nebenflüsse
- River Allaghaun (An tUllachán)
- River Cashen (An Casán)
- River Clydagh (An Chlaoideach)
- River Deel (An Daoil)
- River Owveg (An Abha Bheag)
- River Smearlagh (An Sméarlach)